# Schloss Staufersbuch

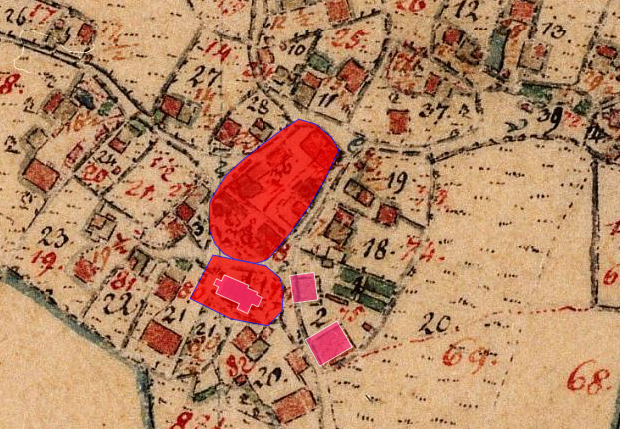
Lageplan des Schlosses Staufersbuch auf dem Urkataster von Bayern

Das abgegangene Schloss Staufersbuch befand sich nördlich der Pfarrkirche St. Martin in Staufersbuch, einem Ortsteil der oberpfälzischen Stadt Berching im Landkreis Neumarkt in der Oberpfalz von Bayern. Die Anlage wird als Bodendenkmal unter der Aktennummer D-3-6835-0147 im Bayernatlas als „archäologische Befunde des abgegangenen frühneuzeitlichen Hofmarkschlosses in Staufersbuch, zuvor mittelalterliche Burg“ geführt.

## Geschichte
Zu Staufersbuch saß das Ortsadelsgeschlecht der Staufersbucher (auch Puocha oder Stauffers Puch genannt); diese waren Ministeriale der Holnsteiner. Zwischen 1106 und 1120 wird unter den Ministerialen des Gozpert von Holnstein auch ein Chuono de Pucha genannt. Im 15. Jahrhundert wird der Ort Staufersbuch noch Stauffers Puch genannt, wodurch man annehmen kann, dass das zuvor erwähnte Puch mit Staufersbuch gleichgesetzt werden kann. Die Edlen von Puch hatten Staufersbuch noch 1340 inne. Zeitweise hatten die Pollanter den Sitz inne. Durch die Heirat der Tochter des Konrad von Pollanten fiel der Sitz an Ulrich Sygersdorfer, dann an seinen Sohn Martin und von diesem an die von Rosenthal. Martin Sigersdorfer wird noch einmal 1448 zu Staufersbuch genannt. Durch die zweite Ehe seiner Witwe kam Staufersbuch an Georg Roßthaler. In den Landsassenmatrikeln von 1518 werden Hans Roßthaler und ab 1526 seine Söhne Hans-Lienhart und Hans-Wolf Roßthaler genannt. Letzterer heiratete 1549 Anna von Pienzenau; nach dessen Tod heiratet sie 1571 Balthasar Reicharter.
Die Roßthaler gingen aus Religionsgründen außer Landes. Danach tauchten hier die Ponater und die von Wertenstein auf. Burchard von Löschwitz besaß die Hofmark von 1579 bis 1583. Durch eine seiner Töchter kam der Sitz dann an Hans Georg von Guttenberg. 1603 musste dieser wegen Schulden den Sitz an die Herren von Wildenstein verkaufen, die sich aber auch wegen der damaligen Religionsfehden außer Landes begaben. Kurfürst Maximilian schenkte Staufersbuch 1637 der St. Georgen-Bruderschaft in München. Diese verkauften Staufersbuch am 19. Oktober 1637 an Victor Gilg, kurfürstlicher Rat und Pfleger zu Holnstein. 1707 erwarben die Herren von Klingenberg Staufersbuch und von denen Franz Seger von Pollanten. Von diesem kam es an den geistlichen Gefälleverwalter Hayer zu Velburg und über dessen Tochter an Anton Michl Mayer. Michael Mayer wurde am 23. September 1778 von Kurfürst Karl Theodor mit Staufersbuch und dem ehemaligen Sitz Schellenstein zu Wissing belehnt. Michael Mayer wird noch 1800 als Gefällverwalter genannt. Nach seinem Tode führte seine Tochter das väterliche Erbe weiter, ohne aber die Landsassenfreiheit erhalten zu haben. Am 10. August 1808 wurde die Gerichtsbarkeit über Staufersbuch eingezogen und dem königlichen Landgericht Neumarkt unterstellt. Staufersbuch kam zusammen mit Ittelhofen und Pollanten als Allod an die Grafen von Holnstein und wurde 1809 bis 1848 von dem in Holnstein gegründeten Patrimonialgericht I. Ordnung aus verwaltet. 1849 schied Holnstein mit der Niedergerichtsbarkeit aus dem Landgericht Neumarkt aus, das Hochgericht verblieb aber weiterhin beim Landgericht Neumarkt.

## Beschreibung

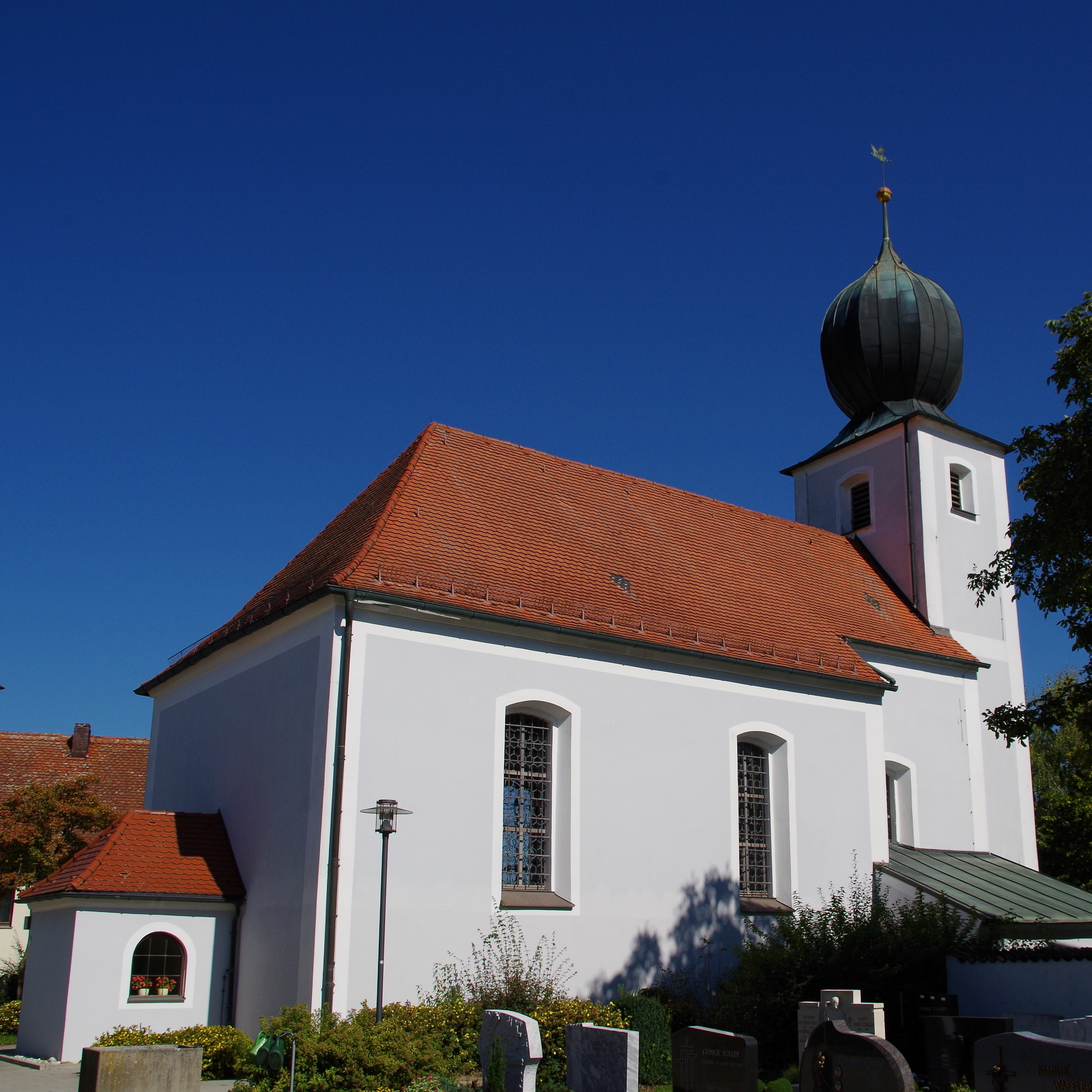
Kirche St. Martin von Staufersbuch (2014)

Das Hofmarkschloss bzw. die mittelalterliche Burg Staufersbuch lag unmittelbar nördlich der Kirche St. Martin. Diese weist mit ihrem mittelalterlichen Chorturm darauf hin, dass sie die frühere Burgkapelle des Schlosses war. Das Schloss ist abgekommen und der Schlossbereich ist modern überbaut.